# قانون الخيانة 1795
قانون الخيانة 1795 (يُعرف أيضًا باسم قانون الممارسات الخادعة والفتنة ) (36 جيو. 3 ج. 7) هو واحد من قانونان عرضتهما الحكومة البريطانية أعقاب رجم الملك جورج الثالث بينما هو في طريقه إلى افتتاح البرلمان في عام 1795، والآخر هو قانون اجتماعات الفتنة 1791. حيث جعل من الخيانة العظمى داخل المملكة أو خارج نطاقها وكذا التخيل والاختراع والابتكار أو نية الموت أو الدمار أو أي ضرر جسدي يؤدي إلى الموت أو التدمير أو التشوه أو الجرح أو السجن أو المساس بشخص الملك. وقد استمد هذا من قانون الفتنة 1661، التي انتهت صلاحيتها. كان قانون 1795 في الأصل قانونًا مؤقتًا كان سينتهي عندما توفي جورج الثالث، ولكنه أصبح دائمًا بموجب قانون الخيانة 1817.
تم اختزال بعض الخيانات الأخرى التي أنشأها القانون (والتي نشأت أيضًا بموجب قانون 1661) إلى جنايات بموجب قانون خيانة الجنون 1848، الذي مدد أيضًا قانون 1795 لأيرلندا.
وينص القانون أيضا على أن أي شخص ثبت أنه ازدرد الملك أو الدستور أو الحكومة يمكن استبعاده لمدة 7 سنوات.  وقد ألغي هذا البند بموجب قانون مراجعة القانون الأساسي لعام 1871.
تم إلغاء بقية نصوص القانون بموجب قانون الجريمة والاضطرابات لعام 1998.